# Examen cytobactériologique des urines
 (mai 2024).
Si vous disposez d'ouvrages ou d'articles de référence ou si vous connaissez des sites web de qualité traitant du thème abordé ici, merci de compléter l'article en donnant les références utiles à sa vérifiabilité et en les liant à la section « Notes et références ».
L'examen cytobactériologique des urines (ECBU, en France), ou examen microscopique des urines (EMU, en Belgique), ou sédiment urinaire (en Suisse) est un examen de biologie médicale, étudiant l'urine d'un patient. C'est l'examen de référence pour diagnostiquer une infection urinaire. Il détermine notamment la numération des hématies et des leucocytes, la présence ou non de germes (leur type et leur profil de résistance aux antibiotiques) et la présence de cristaux.
Ce prélèvement nécessite quelques jours d'analyse (notamment pour la culture) avant de donner tous ces résultats et nécessite d'être analysé dans un laboratoire d'analyse médicales. On fait souvent une bandelette urinaire au préalable d'un ECBU, dont le résultat peut être lu au bout d'une minute après les changements de couleur des réactifs.

## Technique
Après « toilette intime » et désinfection soigneuse des muqueuses à l'aide d'un antiseptique (Dakin)[réf. nécessaire], on demande au patient d'uriner dans un pot stérile. Dans la mesure du possible, on ne recueille que le second jet[réf. nécessaire], le premier pouvant être contaminé par les germes situés à la partie terminale de l'urètre. De plus, il faut veiller à prélever les urines du matin[réf. nécessaire], de sorte que s'il y a infection, les bactéries soient en nombre assez important pour être détectées.
En fait, le prélèvement dit "à mi-jet" ou au milieu du jet est la condition essentielle pour éviter les souillures du prélèvement d'urine par les germes naturellement présents au niveau du méat urétral. Cette souillure peut rendre les conclusions de l'examen aléatoires voire impossibles.
On pratiquera ainsi : la vessie étant pleine, on urinera pendant 10 à 15 secondes pour un homme et 5 à 6 secondes pour une femme. Sans cesser d'uriner, on mettra alors sous le jet le flacon de prélèvement pendant une seconde puis, toujours sans cesser d'uriner, on le retirera de sous le jet et on finira d'uriner.
On peut également, si le patient est porteur d'une sonde urinaire (fin tuyau siliconé allant de la vessie vers l'extérieur), prélever directement dans la poche à urines. En aucun cas, cependant, le, ou la patiente, ne doit être sondé que pour effectuer cet examen[réf. nécessaire] (le sondage est un moyen classique d'acquérir une infection urinaire).
La poche à urine étant souvent contaminée par des bactéries étrangères, on peut clamper la sonde pendant 10 à 15 minutes. On ponctionne alors cette sonde après l'avoir désinfectée, avec une seringue et une aiguille. On déclampe ensuite la sonde.
L'échantillon est examiné au microscope (« examen au direct », rendu rapidement) sans et avec une coloration de Gram. Ceci permet de noter l'éventuelle présence de germes lorsqu'ils sont en quantité suffisante pour être vus (de l'ordre de 100 000 par millilitre) et de faire une cytologie (évaluation des différentes cellules présentes). L'urine est alors mise en culture pour réalisation d'une numération des germes, d'une identification bactérienne et, éventuellement d'un antibiogramme, ce qui prend plus de temps (très habituellement 24 h pour la numération puis 24 h pour l'identification et l'antibiogramme, soit 48 h au total).

## Résultats
- numération des hématies et des leucocytes en nombre par mm3 ;
- présence ou non de cristaux ;
- présence ou non de germes (= bactériurie) qui peuvent être quantifiés.

## Interprétation

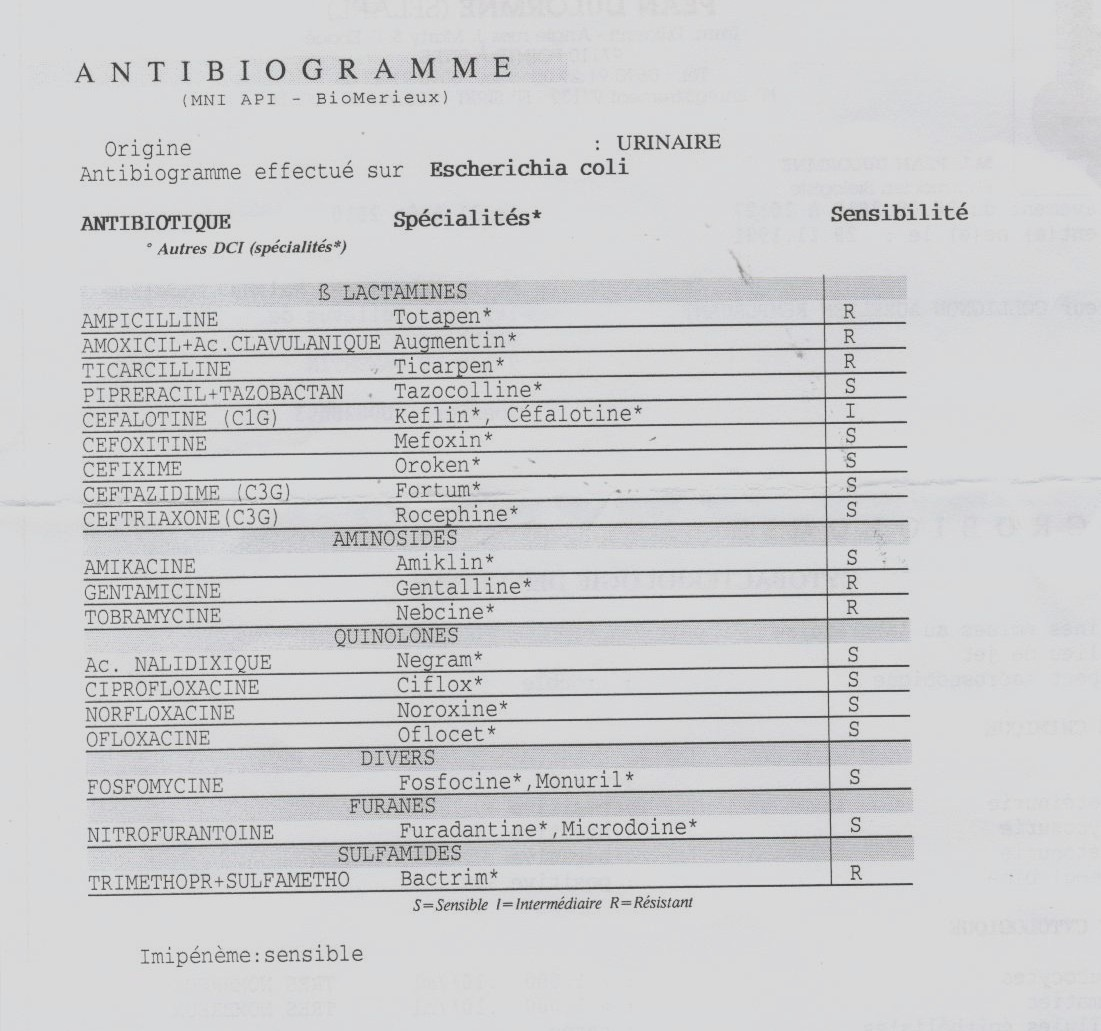
Antibiogramme testant un Escherichia coli retrouvé sur un examen cytobactériologique des urines.

Un examen cytobactériologique des urines normal ne doit pas comporter plus de quelques hématies ou leucocytes et doit être stérile.
La présence de quelques hématies est habituelle chez la femme en période de règles. 
S'il existe de nombreuses hématies, on parle d'hématurie (microscopique si l'urine est de couleur normale, macroscopique si l'urine est teintée en rouge). S'il existe de nombreux leucocytes, on parle de leucocyturie. Ces résultats sont également retrouvés lorsqu'on effectue une numération d'Addis.
La présence d'un germe (au direct ou à la culture) sans leucocyturie, est témoin d'un prélèvement imparfait (contamination par l'extérieur) et n'est donc pas pathologique[réf. nécessaire].
La présence d'un germe avec une leucocyturie est la preuve d'une infection urinaire. Le germe est alors identifié par différentes techniques. Un antibiogramme est fourni secondairement, permettant d'évaluer la sensibilité de ce germe aux différents antibiotiques.
S'il existe plusieurs germes, il s'agit en règle générale d'un prélèvement imparfait. S'il n'existe pas de leucocyturie, on en reste là. Dans le cas contraire l'examen cytobactériologique des urines doit être refait.
S'il existe une leucocyturie importante sans germe retrouvé, il peut s'agir d'une infection urinaire en cours de traitement antibiotique (on dit alors qu'elle est « décapitée »). Il peut s'agir également de germes de cultures délicates. Il faut penser systématiquement dans ce cas à une tuberculose.